# Gozdovniška skupina Rjasta kanja, Horjul
Gozdovniška skupina Rjasta kanja (kratica GSRK), tudi Gozdovniki Horjul, je neformalna mladinska organizacija, ki spodbuja stik mladih z naravo. 

## Ustanovitev
Skupino je v začetku 90-ih let dvajsetega stoletja kot interesni krožek na osnovni šoli Horjul ustanovil Primož Bizjan, ki je tudi njen vodja. Število vseh sedanjih in nekdanjih pripadnikov se giblje preko številke sto.  

## Simbol skupine
Simbol skupine predstavlja rjasta kanja (Buteo rufinus). Ta ptica je precej redka v naših krajih (tako kot tudi gozdovniki).
Precej bolj je razširjena v južni Evropi in severni Afriki ter proti vzhodu do Transbajkala. V velikost meri od 51 do 66 centimetrov, razpetina kril znaša okoli 1,5 metra (132-160cm), s čimer je nekoliko večja od navadne kanje. Od nje se loči še po širših in daljših perutih ter barvi.

## Dejavnost skupine
Dejavnost skupine obsega vsakotedenska torkova srečanja v OŠ Horjul, kjer se izvajajo predavanja o različnih temah, povezanih z naravo in družbo.   
Sobotne dopoldneve skupina največkrat preživi na terenu v okolici Horjula, občasno pa se poda tudi na druge konce Slovenije (na primer Trnovski gozd, Volovja reber, Cerkljansko hribovje, Kočevski rog). Tipične dejavnosti so pohodništvo, kurjenje ognja in kuhanje enostavnih jedi na njem, lokostrelstvo, prepoznavanje rastlin in ptic (nekateri člani skupine so tudi člani DOPPS-a), učenje praktičnih veščin za preživetje v naravi itd.  
V času poletnih počitnic se izvajajo večdnevna taborjenja, ki za mlajše člane potekajo v okolici Horjula, za starejše člane pa so običajno zunaj meja občine.     
Skupina poskuša z raznimi projekti, med katerimi je zelo pomemben Projekt starih dreves Arhivirano 2014-01-16 na Wayback Machine., osveščati ljudi, da narava ne sme predstavljati predmeta nebrzdanega izkoriščanja, temveč je potrebno vedno stremeti k ohranitvi njene prvinskosti. Skupina je bila aktivna tudi pri popisu divjih odlagališč v občini ter v projektu Očistimo Slovenijo leta 2010.  
Skupina v glavnem deluje na območju občine Horjul, zmeraj pogosteje pa tudi zunaj nje. V formalne oblike delovanja se ne povezuje. 

## Povezave
- Center Astera - gozdovniki Arhivirano 2014-01-16 na Wayback Machine.
- Internetna stran horjulskih gozdovnikov GSRK Arhivirano 2009-05-26 na Wayback Machine.